# Sofia Wylie

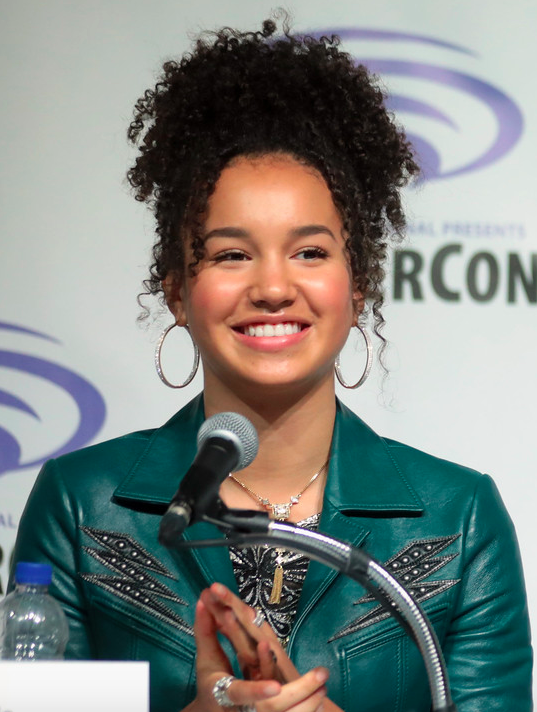
Sofia Wylie (2019)

Sofia Wylie (* 7. Januar 2004 in Scottsdale, Arizona) ist eine US-amerikanische Schauspielerin. Bekanntheit erlangte sie durch ihre Rolle als Buffy Driscoll in der Disney-Channel-Serie Story of Andi und als Gina Porter in High School Musical: Das Musical: Die Serie auf Disney+.

## Leben
Wylie begann ihre Karriere als Tänzerin, indem sie in den Jahren 2011 und 2016 jeweils bei So You Think You Can Dance sowie 2016 bei America’s Got Talent auftrat. Als Tänzerin wirkte sie zudem bei Justin Biebers Purpose World Tour mit.
Im Jahr 2016 erhielt Wylie ihre erste größere TV-Rolle als Buffy Driscoll in der Serie Story of Andi (Andi Mack). In dieser Rolle war sie über drei Staffeln hinweg in 57 Episoden zu sehen. Ihr Filmdebüt gab Wylie 2019 im australischen Film Back of the Net, der in Australien in den Kinos lief und in den Vereinigten Staaten im Disney Channel ausgestrahlt wurde.
Am 15. Februar 2019 wurde angekündigt, dass Wylie die Rolle der Gina Porter in der Disney+-Serie High School Musical: Das Musical: Die Serie übernehme. Die Serie ist seit November 2019 im Streaming-Format verfügbar. In diesem Jahr trat sie auch in Back of the Net an der Seite von Ashleigh Ross auf.
Außerdem spielte sie in dem Film The School for Good and Evil die Hauptfigur namens Agatha Stone.
Wylie hat seitens ihres Vaters teils koreanische Wurzeln. Sie hat eine ältere Schwester namens Isabella.

## Filmografie
- 2011, 2016: So You Think You Can Dance (Fernsehserie, 2 Episoden)
- 2015: America’s Got Talent (Fernsehserie, Episode 10x22)
- 2017: Nicky, Ricky, Dicky & Dawn (Fernsehserie, 3 Episoden)
- 2017–2019: Story of Andi (Andi Mack, Fernsehserie, 57 Episoden)
- 2019: Marvel Rising: Heart of Iron (Synchronstimme)
- 2019: Back of the Net
- 2019: Marvel Rising: Battle of the Bands (Synchronstimme)
- 2019: Shook (Fernsehserie, 9 Episoden)
- 2019–2023: High School Musical: Das Musical: Die Serie (High School Musical: The Musical: The Series, Fernsehserie)
- 2020: Spider-Man: Maximum Venom (Synchronstimme)
- 2022: The School for Good and Evil
- 2025: Liebe findet uns (The Map That Leads to You)

## Auszeichnungen und Nominierungen
Young Entertainer Award
- 2019: In der Kategorie Best Young Ensemble in a Television Series für Story of Andi (gewonnen)
- 2019: In der Kategorie Best Leading Young Actress in a Television Series für Andi Mack (nominiert)